# V490 Возничего
V490 Возничего (лат. V490 Aurigae) — одиночная звезда в созвездии Возничего на расстоянии приблизительно 7000 световых лет (около 2146 парсеков) от Солнца. Видимая звёздная величина звезды — +13,5m.

## Характеристики
V490 Возничего — оранжево-жёлтая звезда спектрального класса K-G. Радиус — около 4,33 солнечных, светимость — около 10,698 солнечных. Эффективная температура — около 5019 K. Ранее считалась переменной звездой, но дальнейшие наблюдения переменности не подтвердили.